# Rivolta di Quito (1765)
La rivolta di Quito del 1765, nota anche come Ribellione dei Barrios o Insurrezione di Quito, fu un'insurrezione avvenuta a Quito che rovesciò temporaneamente l'amministrazione del Vicereame della Nuova Granada nella città dal 1765 al 1766.

## Storia
In quegli anni Quito era una grande città, oltre che capitale dell'Audiencia Reale di Quito, collocata al confine meridionale del Vicereame della Nuova Granada. Relativamente isolata, la città aveva legami non solo con la capitale vicereale a Bogotá, ma anche con il vicino vicereame del Perù.
La rivolta iniziò il 22 maggio 1765 come movimento di protesta contro le nuove tasse imperiali sull'aguardiente. La tensione rimase alta fino al 24 giugno, quando la rivolta si trasformò in una vera e propria insurrezione guidata dalle classi più povere dei barrios che rovesciò il governo coloniale a Quito (27 giugno) ed espulse i peninsulari dalla città. Una coalizione popolare, composta da proprietari terrieri creoli e lavoratori meticci, governò congiuntamente Quito, finché non emersero divergenze politiche nel 1766. L'unità della coalizione popolare crollò e un esercito spagnolo, guidato da Antonio de Zelaya (1º governatore di Guayaquil), entrò a Quito senza alcuna opposizione il 1 settembre 1766, riportando la città al controllo vicereale.
La rivolta di Quito è vista come il precursore delle successive rivolte dell'America spagnola del XVIII secolo, le quali culminarono con le guerre di indipendenza ispanoamericane a inizio del XIX secolo. Tale rivolta fu la più grande ribellione contro la Spagna coloniale in Sud America, sorpassata solamente dalla ribellione di Túpac Amaru II in Perù nel 1780.